# Alekos Alavanos
Nikolaou Alexandros Alavanos, detto Alekos (in greco Αλέξανδρος 'Αλέκος' Αλαβάνος?) (Atene, 22 maggio 1950), è un politico greco, europarlamentare dal 1981 al 2004.

## Biografia

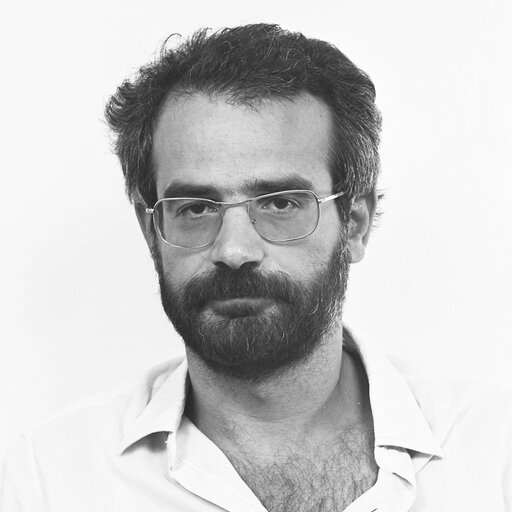
Un giovane Alekos Alavanos

### Famiglia e primi anni
Nato ad Atene in una ricca famiglia di origini veneziane, Alekos Alavanos era figlio del deputato Nikolaos Alavanos e fratello del politico Konstantinos Alavanos. Suo nipote, Leuterīs Nikolaou-Alavanos venne eletto eurodeputato nel 2019.
Sposato con la psichiatra Katia Charalampaki, è padre di due figlie.
Alavanos si laureò in economia presso l'Università Nazionale Capodistriana di Atene e, durante gli studi, si unì ai movimenti studenteschi. Contrariamente al padre, che era un esponente dell'Unione di Centro, Alekos aderì al Partito Comunista di Grecia. Durante la Dittatura dei colonnelli, fu coscritto forzatamente e poi arrestato e incarcerato.
Dal 1975 al 1978 fu membro del consiglio centrale dei Giovani Comunisti Greci.

### Carriera politica
Candidatosi alle elezioni del 1981, venne eletto al Parlamento europeo. Fu riconfermato anche in occasione delle elezioni del 1984, di quelle del 1989, di quelle del 1994 e di quelle del 1999. Fu vicepresidente della commissione per gli affari sociali e l'occupazione dal 1984 al 1987, presidente della delegazione per le relazioni con le repubbliche transcaucasiche (Armenia, Azerbaigian, Georgia) dal 1997 al 1999 e presidente della delegazione alla commissione parlamentare mista UE-Bulgaria dal 1999 al 2002.
Quando, nel 1991, il Partito Comunista lasciò la Coalizione della Sinistra, dei Movimenti e dell'Ecologia, Alekos Alavanos vi restò e continuò ad essere rieletto come esponente di SYRIZA. A giugno del 1991, divenne il primo greco a presiedere il gruppo della Coalizione delle Sinistre.
Nel 1992, durante il conflitto in Jugoslavia, Alavanos fondò insieme ai colleghi Paraskevas Avgerinos e Panayotis Lambrias la "Carovana della solidarietà greca" con l'obiettivo di fornire aiuti umanitari alle popolazioni colpite dalla guerra.
Nel 1993 prese parte alle elezioni parlamentari greche, ma non risultò eletto.
Nel 2004 venne eletto presidente della Coalizione della Sinistra, dei Movimenti e dell'Ecologia, nonché di SYRIZA.
Nello stesso anno lasciò il seggio da europarlamentare dopo essere stato eletto deputato al Parlamento ellenico in occasione delle consultazioni parlamentari. Fu nuovamente riconfermato nelle elezioni del 2007.

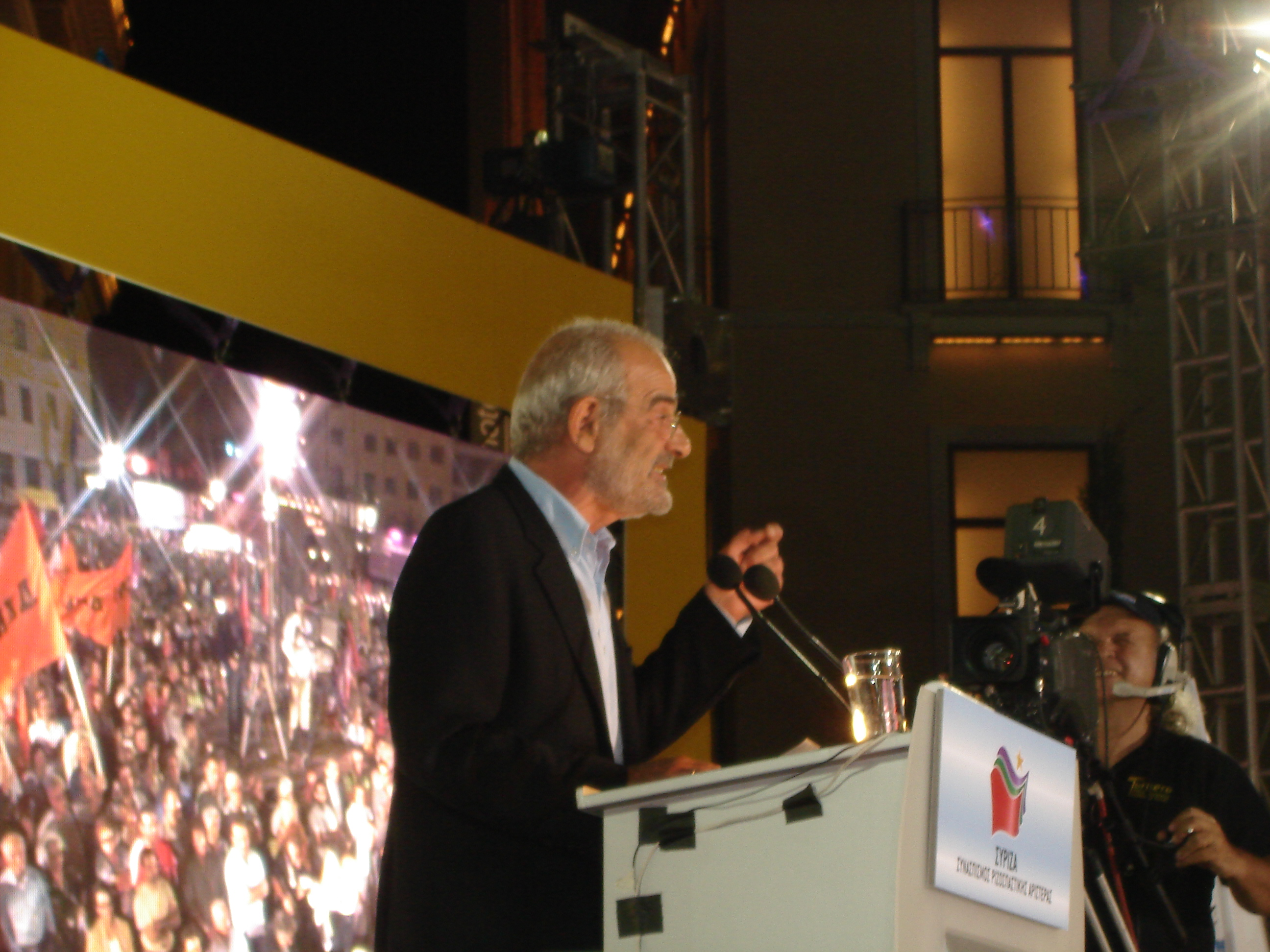
Alekos Alavanos durante un discorso pubblico nel 2007

A novembre del 2007, annunciò con un comunicato stampa la propria intenzione di non ricandidarsi come presidente di SYRIZA per motivi personali; fu succeduto da Alexīs Tsipras.
Nel 2010 fondò una nuova piattaforma politica, il Fronte di Solidarietà e Rovesciamento, che venne letto dai notisti come una scissione di una parte degli esponenti di SYRIZA dalla coalizione. Sempre nello stesso anno, si candidò alla carica di governatore regionale dell'Attica. Questa mossa condusse verso una spaccatura con Tsipras che propose ad Alavanos di candidarsi per la municipalità metropolitana di Atene, ottenendo un secco rifiuto. Qualche tempo dopo, Alavanos avanzò la controproposta di candidare Nadia Valavani a governatrice dell'Attica, ma questa volta fu Tsipras a rifiutare l'accordo, attaccando Alavanos. Al termine della vicenda, Alavanos annunciò pubblicamente la propria candidatura ufficiale alla carica di governatore.
Nel 2013, il Fronte di Solidarietà e Rovesciamento si evolse in un nuovo partito politico chiamato Piano B. Nel piano programmatico del partito, Alavanos inserì l'uscita dall'euro ed il ritorno alla moneta nazionale; si espresse inoltre in maniera fortemente critica rispetto a SYRIZA, affermando che il nuovo partito si basasse "su un diverso sistema di valori, che combina la collettività con i diritti individuali" e che l'obiettivo fosse quello di cercare "di creare altri codici di condotta e valori morali"